# Championnat de la Barbade de football 2003
Navigation
Saison précédente Saison suivante
La saison 2003 du Championnat de la Barbade de football est la trente-sixième édition de la Premier League, le championnat national à la Barbade. Les douze équipes engagées sont réparties en deux groupes de six, où elles s'affrontent en matchs aller-retour. Le premier de chaque groupe se qualifie pour la finale nationale tandis que le dernier est relégué en deuxième division.
C'est le club de Paradise Football Club qui remporte la compétition cette saison après avoir battu le Barbados Defence Force SC en finale, à l'issue de la séance des tirs au but. Il s’agit du quatrième titre de champion de la Barbade de l'histoire du club, qui réalise même le doublé en s'imposant en finale de la Coupe nationale face à Weymouth Wales.
L'équipe nationale U21 se désengage du championnat à partir de cette saison, ce qui permet à une quatrième formation de deuxième division d'être promue, il s'agit du Silver Sands FC.

## Les clubs participants
- Paradise Football Club
- Notre Dame SC
- Youth Milan FC
- Pride of Gall Hill FC
- Silver Sands FC - Promu de Division 1
- Haynesville United
- Benfica FC
- Ivy Rovers - Promu de Division 1
- St John Sonnets FC - Promu de Division 1
- Ellerton FC - Promu de Division 1
- Brittons Hill FC
- Barbados Defence Force SC

## Compétition
Le barème de points servant à établir le classement se décompose ainsi :
- Victoire : 3 points
- Match nul : 1 point
- Défaite : 0 point

### Classement
| Rang | Équipe                  | Pts | J  | G | N | P | Bp | Bc | Diff |  | Résultats (▼ dom., ► ext.) | Par | NDa | SSa | StJ | Ivy | Bri |
| ---- | ----------------------- | --- | -- | - | - | - | -- | -- | ---- |  | -------------------------- | --- | --- | --- | --- | --- | --- |
| 1    | Paradise Football ClubC | 17  | 10 | 5 | 2 | 3 | 21 | 11 | +10  |  | Paradise Football ClubC    |     | 1-1 | 2-3 | 6-0 | 3-1 | 3-1 |
| 2    | Notre Dame SCT          | 17  | 10 | 5 | 2 | 3 | 17 | 11 | +6   |  | Notre Dame SCT             | 2-0 |     | 0-1 | 0-0 | 1-2 | 3-1 |
| 3    | Silver Sands FCP        | 16  | 10 | 4 | 4 | 2 | 18 | 16 | +2   |  | Silver Sands FCP           | 2-0 | 1-3 |     | 4-2 | 1-1 | 2-2 |
| 4    | St John Sonnets FC P    | 13  | 10 | 3 | 4 | 3 | 17 | 21 | -4   |  | St John Sonnets FC P       | 0-0 | 4-1 | 2-2 |     | 3-0 | 1-1 |
| 5    | Ivy RoversP             | 9   | 10 | 3 | 1 | 6 | 14 | 18 | -4   |  | Ivy RoversP                | 1-3 | 1-2 | 2-0 | 2-3 |     | 0-2 |
| 6    | Brittons Hill FC        | 9   | 10 | 2 | 3 | 5 | 14 | 24 | -10  |  | Brittons Hill FC           | 0-3 | 0-4 | 2-2 | 5-2 | 0-4 |     |

| Rang | Équipe                    | Pts | J  | G | N | P | Bp | Bc | Diff |  | Résultats (▼ dom., ► ext.) | BDF | YMi | Ell | PGa | Hay | Ben |
| ---- | ------------------------- | --- | -- | - | - | - | -- | -- | ---- |  | -------------------------- | --- | --- | --- | --- | --- | --- |
| 1    | Barbados Defence Force SC | 21  | 10 | 6 | 3 | 1 | 22 | 10 | +12  |  | Barbados Defence Force SC  |     | 1-1 | 1-1 | 1-0 | 1-2 | 4-1 |
| 2    | Youth Milan FC            | 20  | 10 | 5 | 5 | 0 | 25 | 11 | +14  |  | Youth Milan FC             | 2-2 |     | 0-0 | 1-1 | 6-2 | 3-2 |
| 3    | Ellerton FCP              | 17  | 10 | 5 | 2 | 3 | 19 | 15 | +4   |  | Ellerton FCP               | 1-3 | 1-3 |     | 1-0 | 2-3 | 4-0 |
| 4    | Pride of Gall Hill FC     | 12  | 10 | 3 | 3 | 4 | 16 | 11 | +5   |  | Pride of Gall Hill FC      | 1-3 | 1-1 | 1-2 |     | 5-1 | 3-0 |
| 5    | Haynesville United        | 10  | 10 | 3 | 1 | 6 | 17 | 30 | -13  |  | Haynesville United         | 1-3 | 0-4 | 3-5 | 1-1 |     | 3-1 |
| 6    | Benfica FC                | 3   | 10 | 1 | 0 | 9 | 8  | 30 | -22  |  | Benfica FC                 | 0-3 | 1-4 | 1-2 | 0-3 | 2-1 |     |

|  | Qualification pour la finale et la CFU Club Championship 2003                       |
|  | Relégation en Division 1                                                            |
|  | T : Tenant du titre C : Vainqueur de la Coupe de la Barbade P : Promu de Division 1 |

### Finale nationale
| 1er juin 2003 | Paradise Football Club              | 2 - 2 | Barbados Defence Force SC             |  |  |
|               | Dwayne Gale 51e · But csc 59e (csc) |       | 48e Sean Greenidge · 83e Barry Skeete |  |  |
|               | Tirs au but 4-1                     |       |                                       |  |  |

## Bilan de la saison
| Championnat de la Barbade de football 2003 |                                   |
| Champion                                   | Paradise Football Club (4e titre) |
| Coupes et trophées                         |                                   |
| Vainqueur de la Coupe de la Barbade 2003   | Paradise Football Club            |
| Qualifications continentales               |                                   |
| CFU Club Championship 2003                 | Paradise Football Club            |
| CFU Club Championship 2003                 | Barbados Defence Force SC         |
| Promotions et relégations                  |                                   |
| Promus en Premier League                   | Eden Stars FC                     |
| Promus en Premier League                   | Beverly Hills FC                  |
| Relégués en Division 1                     | Brittons Hill FC                  |
| Relégués en Division 1                     | Benfica FC                        |